# Tournoi de tennis de Sibiu
L'Open de Sibiu est un tournoi international de tennis du circuit professionnel masculin ATP Challenger Tour organisé à Sibiu, en Roumanie depuis 2012. Début 2012, il a été annoncé que BRD - Groupe Société Générale sponsoriserait 4 tournois Challenger roumains dont Sibiu fait partie pour accueillir un tout nouveau tournoi : le BRD Sibiu Challenger, comme il a été nommé avant le changement de sponsor en 2013. Le tournoi se joue sur les courts extérieurs en terre battue du Tenis Club Pamira. 

## Palmarès

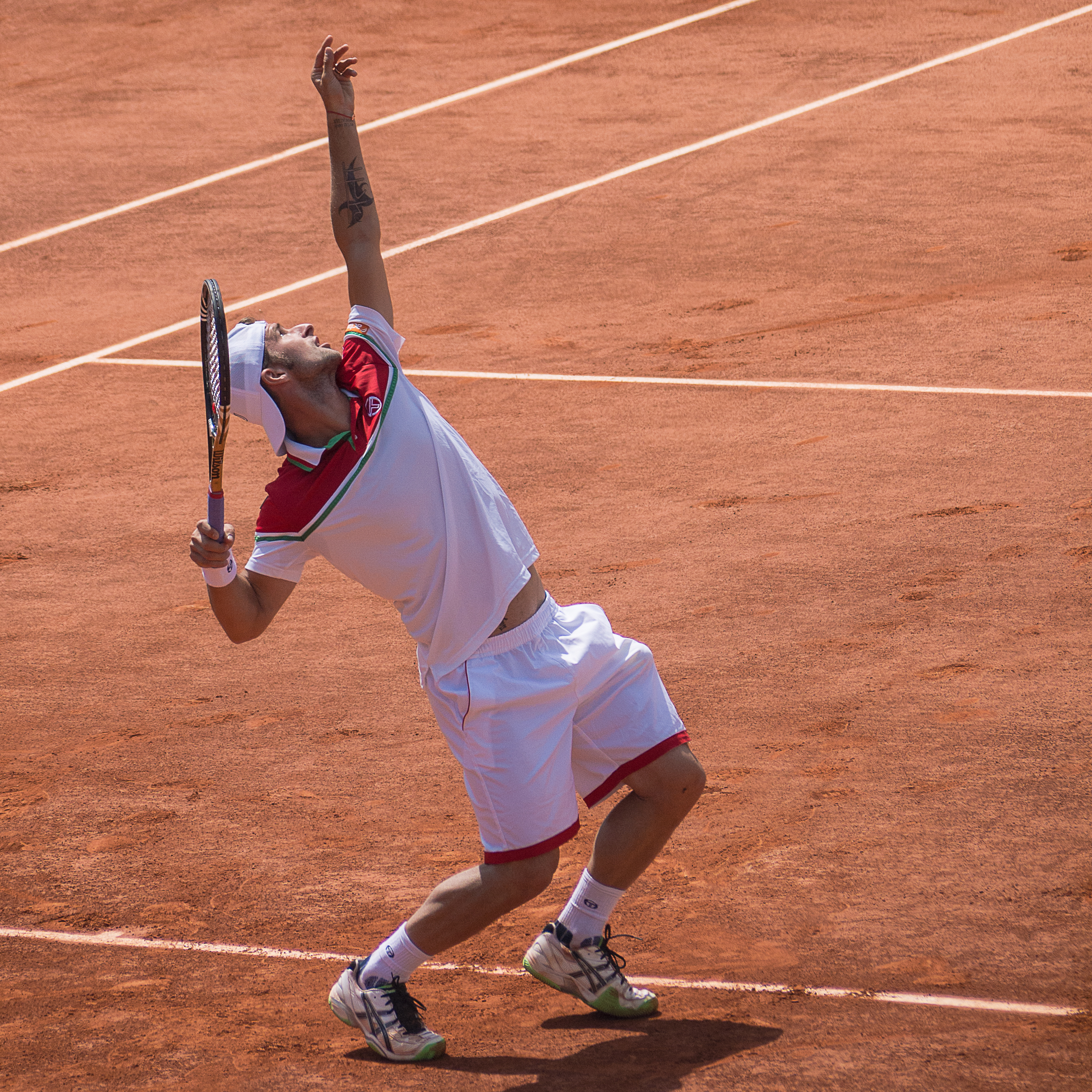
Le Roumain Adrian Ungur a remporté l'édition inaugurale en 2012 et l'édition 2015.

### Simple
| Année | Dotation    | Vainqueur           | Finaliste               | Score         |
| ----- | ----------- | ------------------- | ----------------------- | ------------- |
| 2012  | 30 000 € +H | Adrian Ungur        | Victor Hănescu          | 6-4, 7-61     |
| 2013  | 64 000 €    | Jaroslav Pospíšil   | Marco Cecchinato        | 6-4, 4-6, 1-6 |
| 2014  | 42 500 € +H | Jason Kubler        | Radu Albot              | 6-4, 6-1      |
| 2015  | 42 500 € +H | Adrian Ungur        | Pere Riba               | 6-4, 3-6, 7-5 |
| 2016  | 42 500 € +H | Robin Haase         | Lorenzo Giustino        | 7-62, 6-2     |
| 2017  | 43 000 € +H | Cedrik-Marcel Stebe | Carlos Taberner         | 6-3, 6-3      |
| 2018  | 43 000 € +H | Dragoș Dima         | Jelle Sels              | 6-3, 6-2      |
| 2019  | 46 600 €    | Danilo Petrović     | Christopher O'Connell   | 6-4, 6-2      |
| 2020  | 44 820 €    | Marc-Andrea Hüsler  | Tomás Martín Etcheverry | 7-5, 6-0      |
| 2021  | 44 820 €    | Stefano Travaglia   | Thanasi Kokkinakis      | 7-64, 6-2     |
| 2022  | 45 730 €    | Nerman Fatić        | Damir Džumhur           | 6-3, 6-4      |

### Double
| Année | Vainqueurs                            | Finalistes                                          | Score            |
| ----- | ------------------------------------- | --------------------------------------------------- | ---------------- |
| 2012  | Marin Draganja Lovro Zovko            | Alexandru-Daniel Carpen Cristóbal Saavedra-Corvalán | 6-4, 4-6, [11-9] |
| 2013  | Rameez Junaid Philipp Oswald          | Jamie Delgado Jordan Kerr                           | 6-4, 6-4         |
| 2014  | Potito Starace Adrian Ungur           | Marius Copil Alexandru-Daniel Carpen                | 7-5, 6-2         |
| 2015  | Victor Crivoi Petru-Alexandru Luncanu | Ilija Bozoljac Dušan Lajović                        | 6-4, 6-3         |
| 2016  | Robin Haase Tim Pütz                  | Jonathan Eysseric Tristan Lamasine                  | 6-4, 6-2         |
| 2017  | Marco Cecchinato Matteo Donati        | Sander Gillé Joran Vliegen                          | 6-3, 6-1         |
| 2018  | Kevin Krawietz Andreas Mies           | Tomasz Bednarek David Pel                           | 6-4, 6-2         |
| 2019  | Sadio Doumbia Fabien Reboul           | Ivan Sabanov Matej Sabanov                          | 6-4, 3-6, [10-7] |
| 2020  | Hunter Reese Jan Zieliński            | Robert Galloway Hans Hach Verdugo                   | 6-4, 6-2         |
| 2021  | Alexander Erler Lucas Miedler         | James Cerretani Luca Margaroli                      | 6-3, 6-1         |
| 2022  | Ivan Sabanov Matej Sabanov            | Alexander Erler Lucas Miedler                       | 3-6, 7-5, [10-4] |